# Olympia Dukakis
Olympia Dukakis (in greco Ολυμπία Δουκάκη?; Lowell, 20 giugno 1931 – New York, 1º maggio 2021) è stata un'attrice, regista teatrale e direttrice artistica statunitense, vincitrice dell'Oscar alla miglior attrice non protagonista nel 1988 per il suo ruolo in Stregata dalla luna.

## Biografia
Di origine greca, figlia di Alexandra "Alec" Christos e Constantine "Costa" S. Dukakis, era anche cugina dell'ex politico Michael Dukakis e sorella dell'attore Apollo Dukakis.
Dopo il debutto nel 1962, la Dukakis si fece presto notare per la sua bravura e ottenne piccole parti in numerose serie TV e film di successo come Il giustiziere della notte (1974) con Charles Bronson. La popolarità però arrivò solo nel 1981 con un ruolo fisso nella famosa soap opera Aspettando il domani, nella parte della dottoressa Barbara Moreno.
La vera e propria consacrazione come attrice, nonché la fama a livello internazionale, arrivò nel 1987, anno in cui venne scelta per interpretare la madre di Loretta Castorini (la popstar e premio Oscar per quel ruolo, Cher), nel cult movie Stregata dalla luna. Grazie alla sua interpretazione si aggiudicò sia il Golden Globe che l'Oscar alla miglior attrice non protagonista nel 1988. L'anno seguente fu nel cast del film Fiori d'acciaio (1989) di Herbert Ross. La sua popolarità aumentò negli anni '90 grazie all'interpretazione della madre di Kirstie Alley nella trilogia di film comici Senti chi parla (1989), Senti chi parla 2 (1990) e Senti chi parla adesso! (1993), tutti con John Travolta.
Nel 1993 ottenne la seconda candidatura ai Golden Globe, stavolta senza vincerlo, per il ruolo di Dolly Sinatra nel film Sinatra (1992), film basato sulla vita di Frank Sinatra, interpretato da Philip Casnoff. Proseguì la carriera interpretando numerosi film per il cinema e molti ruoli in televisione, ottenendo per tre volte la candidatura agli Emmy Awards. Prestò la voce a Zelda, un personaggio della celebre serie I Simpson, nel 2002. Nel 2013 ricevette la stella sulla Hollywood Walk of Fame, grazie ai suoi contributi all'industria cinematografica.
Morì nel maggio 2021 all'età di 89 anni, dopo un periodo di malattia, nella sua casa a Manhattan, New York.

## Vita privata
Sposata con l'attore Louis Zorich, ebbe da lui tre figli: Christina (1964), Peter (1968), Stefan (1971), che gli diedero quattro nipoti.

## Filmografia

### Cinema
- Lilith - La dea dell'amore (Lilith), regia di Robert Rossen (1964)
- Un assassino per un testimone (Stiletto), regia di Bernard L. Kowalski (1969)
- John e Mary (John and Mary), regia di Peter Yates (1969)
- Terapia di gruppo (Made for Each Other), regia di Robert B. Bean (1971)
- Il giustiziere della notte (Death Wish), regia di Michael Winner (1974)
- I dokimi, regia di Jules Dassin (1974)
- The Wanderers - I nuovi guerrieri (The Wanderers), regia di Philip Kaufman (1979)
- Stregata dalla luna (Moonstruck), regia di Norman Jewison (1987)
- Una donna in carriera (Working Girl), regia di Mike Nichols (1988)
- Senti chi parla (Look Who's Talking), regia di Amy Heckerling (1989)
- Fiori d'acciaio (Steel Magnolias), regia di Herbert Ross (1989)
- Dad - Papà (Dad), regia di Gary David Goldberg (1989)
- Due donne e un assassino (In the Spirit), regia di Sandra Seacat (1990)
- Senti chi parla 2 (Look Who's Talking Too), regia di Amy Heckerling (1990)
- Il club delle vedove (The Cemetery Club), regia di Bill Duke (1993)
- Senti chi parla adesso! (Look Who's Talking Now!), regia di Tom Ropelewski (1993)
- Una verità da nascondere (Dead Badge), regia di Douglas Barr (1994)
- Una pallottola spuntata 33⅓ - L'insulto finale (Naked Gun 33⅓: The Final Insult), regia di Peter Segal (1994)
- Inviati molto speciali (I Love Trouble), regia di Charles Shyer (1994)
- Jeffrey, regia di Christopher Ashley (1995)
- La dea dell'amore (Mighty Aphrodite), regia di Woody Allen (1995)
- Goodbye Mr. Holland (Mr. Holland's Opus), regia di Stephen Herek (1995)
- Quattro irresistibili brontoloni (Never Too Late), regia di Giles Walker (1996)
- Romantici equivoci (Picture Perfect), regia di Glenn Gordon Caron (1997)
- Mafia! (Jane Austen's Mafia!), regia di Jim Abrahams (1998)
- Quando verrà la pioggia (The Intended), regia di Kristian Levring (2002)
- Un anno dopo (The Great New Wonderful), regia di Danny Leiner (2005)
- Ricomincio da me (The Thing About My Folks), regia di Raymond De Felitta (2005)
- Away from Her - Lontano da lei (Away from Her), regia di Sarah Polley (2006)
- Il bacio che aspettavo (In the Land of Women), regia di Jon Kasdan (2007)
- I Knew It Was You, regia di Richard Shepard – documentario (2009)
- Cloudburst - L'amore tra le nuvole (Cloudburst), regia di Thom Fitzgerald (2011)
- The Infiltrator, regia di Brad Furman (2016)
- The Untold Tales of Armistead Maupin, regia di Jennifer m. Kroot (2017)

### Televisione
- The Nurses – serie TV, episodio 1x11 (1962)
- Il dottor Kildare (Dr. Kildare) – serie TV, 1 episodio (1962)
- Aspettando il domani (Search for Tomorrow) – serie TV, 30 episodi (1983)
- Un giustiziere a New York (The Equalizer) – serie TV, 1 episodio (1986)
- Sinatra, regia di James Steven Sadwith – miniserie TV (1992)
- Tales of the City – miniserie TV, regia di Alastair Reid, 6 episodi (1993)
- Il tocco di un angelo (Touched by an Angel) – serie TV, 1 episodio (1996)
- More Tales of the City – miniserie TV, regia di Pierre Gang, 6 episodi (1998)
- Giovanna d'Arco (Joan of Arc), regia di Christian Duguay – miniserie TV (1999)
- The Last of the Blonde Bombshells, regia di Gillies MacKinnon - film TV (2000)
- Further Tales of the City – miniserie TV, regia di Pierre Gang, 3 episodi (2001)
- I Simpson (The Simpsons) - serie TV, 1 episodio (2002) – voce
- The Librarian - Alla ricerca della lancia perduta (The Librarian: Quest of the Spear), regia di Peter Winther – film TV (2004)
- Numb3rs – serie TV, 1 episodio (2006)
- The Librarian 2 - Ritorno alle miniere di Re Salomone (The Librarian: Return to King Solomon's Mines), regia di Jonathan Frakes – film TV (2006)
- Law & Order - Unità vittime speciali (Law & Order: Special Victims Unit) – serie TV, episodio 12x11 (2011)
- Forgive Me – serie TV, 7 episodi (2013-2015)
- Big Driver, regia di Mikael Salomon – film TV (2014)
- Tales of the City – miniserie TV, 9 episodi (2018-2019)

## Teatro (parziale)
- Otello, di William Shakespeare, regia di Nikos Pscacharopoulos. Williamstown Theatre Festival di Williamstown (1961)
- J.B., regia di Archibald MacLeish, regia di Francisco Williams. Williamstown Theatre Festival di Williamstown (1961)
- La notte dell'iguana, di Tennessee Williams, regia di Nikos Psacharopoulos. Williamstown Theatre Festival di Williamstown (1963)
- Elettra, di Sofocle, regia di Gerald Freedman. Delacorte Theatre dell'Off-Broadway (1964)
- Tito Andronico, di William Shakespeare, regia di Gerald Freedman. Delacorte Theatre dell'Off-Broadway (1967)
- Peer Gynt, di Henrik Ibsen, regia di Gerald Freedman. Delacorte Theatre dell'Off-Broadway (1969)
- Madre Coraggio e i suoi figli, di Bertolt Brecht, regia di Gerald Freedman. Williamstown Theatre Festival di Williamstown (1989)
- Ecuba, di Euripide, regia di Carey Perloff. American Conservatory Theater di San Francisco (1994)
- Il treno del latte non ferma più qui, di Tennessee Williams, regia di David Schweizer. Williamstoen Theatre Festival di Williamstown (1996)
- Ecuba, di Euripide, regia di Carey Perloff. Williamstown Theatre Festival di Williamstown (1998)
- Il giardino dei ciliegi, di Anton Čechov, regia di Luois Zorich. Golden Bough Theatre di Carmel-by-the-Sea (2001)
- Elettra, di Sofocle, regia di Carey Perloff. Barbara and Lawrence Fleischman Theater di Pacific Palisades (2010), American Conservatory Theatre di San Francisco (2011)
- Il treno del latte non ferma più qui, di Tennessee Williams, regia di Michael Wilson. Laura Pels Theatre dell'Off-Broadway (2011)
- Madre Coraggio e i suoi figli, di Bertolt Brecht, regia di Tony Simotes. Shakespeare & Company di Lenox (2013)

## Riconoscimenti
- Premio Oscar
  - 1988 – Miglior attrice non protagonista per Stregata dalla luna
- Golden Globe
  - 1988 – Migliore attrice non protagonista per Stregata dalla luna
  - 1993 – Candidatura per la miglior attrice non protagonista in una serie per Sinatra
- BAFTA
  - 1989 – Candidatura per la migliore attrice non protagonista per Stregata dalla luna
  - 1994 – Candidatura per la miglior attrice televisiva per Tales of the City
- Los Angeles Film Critics Association Award
  - 1987 – Miglior attrice non protagonista per Stregata dalla luna
- National Board of Review Award
  - 1987 – Miglior attrice non protagonista per Stregata dalla luna
- New York Film Critics Circle Awards
  - 1987 – Candidatura per la miglior attrice non protagonista per Stregata dalla luna
- Primetime Emmy Award
  - 1992 – Candidatura per la migliore attrice non protagonista in una miniserie o film TV per Lucky Day
  - 1998 – Candidatura per la migliore attrice protagonista in una miniserie o film TV per More Tales of the City
  - 1999 – Candidatura per la migliore attrice non protagonista in una miniserie o film TV per Giovanna d'Arco
- Satellite Award
  - 1999 – Candidatura per la miglior attrice in una miniserie o film TV per More Tales of the City
- Screen Actors Guild Award
  - 1999 – Candidatura per la migliore attrice in una miniserie o film per la televisione per More Tales of the City
- Seattle International Film Festival
  - 2011 – Candidatura per la miglior attrice non protagonista per Cloudburst – L'amore tra le nuvole

## Doppiatrici italiane
- Franca Lumachi in Senti chi parla, Fiori d'acciaio
- Sonia Scotti in Goodbye Mr. Holland, Cloudburst - L'amore tra le nuvole
- Marzia Ubaldi in Giovanna d'Arco, Il bacio che aspettavo
- Graziella Polesinanti in Quando verrà la pioggia, The Infiltrator
- Germana Dominici in Stregata dalla luna
- Gabriella Genta in Dad - Papà
- Alina Moradei in Senti chi parla 2
- Solvejg D'Assunta ne Il club delle vedove
- Cristina Grado in Senti chi parla adesso!
- Angiolina Quinterno in Il tocco di un angelo
- Rita Savagnone in Jeffrey
- Miranda Bonansea in Romantici equivoci
- Daniela Debolini in The Librarian 2 - Ritorno alle miniere di Re Salomone
- Ludovica Modugno in Away from Her - Lontano da lei
- Ada Maria Serra Zanetti in Tales of the City